# Lista över ledamöter i Sametinget 2009–2013
Lista över ledamöter i Sametinget 2009–2013 förtecknar de 31 personer som valts in vid valet till Sametinget i Sverige, som hölls den maj 2013. Följande ledamöter valdes in fyraårsperiod 2009–2013.

## Ledamöter
| Ledamot              | Parti                                  |
| -------------------- | -------------------------------------- |
| Lars-Paul Kroik      | Álbmut-Folket                          |
| Per Mikael Utsi      | Guovssonásti                           |
| Marita Stinnerbom    | Guovssonásti                           |
| Karin Vannar         | Guovssonásti                           |
| Jovna Allas          | Guovssonásti                           |
| Håkan Jonsson        | Jakt- och fiskesamerna                 |
| Nicklas Klang        | Jakt- och fiskesamerna                 |
| Mona Persson         | Jakt- och fiskesamerna                 |
| Josefina Skerk       | Jakt- och fiskesamerna                 |
| Agneta Rimpi         | Jakt- och fiskesamerna                 |
| Ronny Svarto         | Jakt- och fiskesamerna                 |
| Tommi Dahlström      | Jakt- och fiskesamerna                 |
| Lars-Erik Fjellström | Landspartiet Svenska Samer             |
| Erik Oscar Oscarsson | Landspartiet Svenska Samer             |
| Odd Willenfeldt      | Min Geaidnu                            |
| Sara Larsson         | Min Geaidnu                            |
| Hanna Sofie Utsi     | Min Geaidnu                            |
| Anders Kråik         | Samerna                                |
| Lars Wilhelm Svonni  | Samerna                                |
| Lars-Jonas Johansson | Samerna                                |
| Katarina Sevä        | Samerna                                |
| Alice Nilsson        | Samerna                                |
| Ingrid Inga          | Samelandspartiet/Sámiid Riikkabellodat |
| Bror Saitton         | Samelandspartiet/Sámiid Riikkabellodat |
| Britt Sparrock       | Samelandspartiet/Sámiid Riikkabellodat |
| Lars-Anders Baer     | Samelandspartiet/Sámiid Riikkabellodat |
| Margret Fjellström   | Samelandspartiet/Sámiid Riikkabellodat |
| Sylvia Simma         | Samelandspartiet/Sámiid Riikkabellodat |
| Carl-Gustaf Lundgren | Vuovdega                               |
| Stefan Mikaelsson    | Vuovdega                               |
| Helena Dådring       | Vuovdega                               |